# Prijevor (Herceg Novi)
Pour les articles homonymes, voir Prijevor.
Prijevor (en serbe cyrillique : Пријевор) est un village du sud-ouest du Monténégro, dans la municipalité de Herceg Novi.

## Démographie

### Évolution historique de la population
| 1948 | 1953 | 1961 | 1971 | 1981 | 1991 | 2003 |
| ---- | ---- | ---- | ---- | ---- | ---- | ---- |
| 405  | 393  | 335  | 278  | 184  | 126  | 121  |